# Stemapparaat

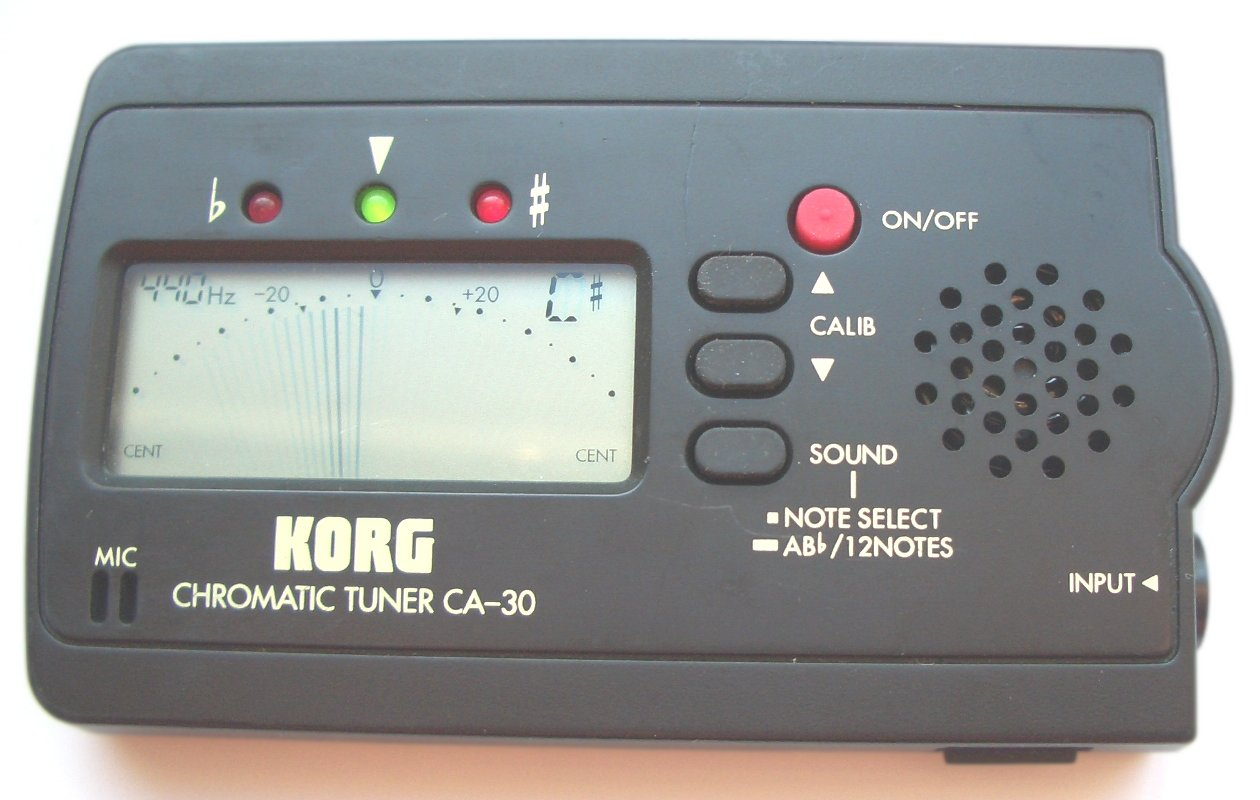
Zakformaat Korg chromatische LCD tuner, met een gesimuleerde analoge naaldindicator

Een stemapparaat of tuner is een elektronisch hulpmiddel, bedoeld om het stemmen van muziekinstrumenten te vergemakkelijken.

## Functies
Stemapparaten kunnen diverse functies hebben:
- Een eenvoudig stemapparaat kan een toon uitzenden, op een al dan niet instelbare frequentie. Indien men het instrument wil stemmen, vergelijkt men de uitgezonden toon met dezelfde toon van het instrument, en kan dan aan de hand van zwevingen inschatten hoeveel men het instrument hoger of lager dient te stemmen.
- Iets geavanceerdere stemapparaten kunnen de toonhoogte van een geluidsbron meten. Het stemapparaat bevat een microfoontje, dat de toon van het instrument meet en daarvan de frequentie aangeeft, en de eventuele afwijking van een standaardstemming. De afwijking kan op sommige stemapparaten visueel worden afgelezen op een grafisch schermpje.
- Het instellen van diverse stemmingen. Geavanceerde stemapparaten kunnen zowel de gelijkzwevende stemming als alternatieven produceren en/of meten.
- Gebruik tijdens de studie van een instrument, om te controleren of men voldoende "zuiver" speelt.
- Polyfone stemapparaten kunnen meerdere tonen tegelijk uitzenden en registreren.
- Chromatische stemapparaten kunnen elk van de twaalf tonen in het octaaf produceren en/of meten.

## Specifieke andere stemapparaten
- Een bekend stemapparaat is de stemvork, die doorgaans op 440 Hz is afgesteld. Deze werd traditioneel gebruikt door stemmers om de hoogte van de kamertoon op een instrument in te stellen.
- Koordirigenten gebruiken tijdens repetities regelmatig een 'stemfluitje' om de toon aan te geven. Met name bij a capellazang, waar het koor geen referentietoon van de begeleding heeft, kan dit een handig hulpmiddel zijn de toon voor aanvang van een stuk aan de zangers door te kunnen geven.
- Voor gitaristen bestaan diverse soorten stemapparaatjes die specifiek gericht zijn op de stemming van de zes snaren (E-A-D-G-B-E).
- Met een oscilloscoop kan men trillingen meten en eventueel visueel weergeven.
- Er bestaan ook apps voor smartphones en PC's, met de functionaliteit van een stemapparaat.

## Geschiedenis
Na de uitvinding van de stemvork die voordien in gebruik was als stemapparaatje, werd in 1938 voor het eerst een elektrisch stemapparaat uitgevonden, dat werkte met stroboscopische lichtpulsen. Het werd bekend als 'strobe tuner' of 'stroboscopic tuner'. Peterson is een bedrijf dat dergelijke tuners maakte vanaf 1948. In de jaren 70 van de 20e eeuw verschenen de eerste draaispoelgebaseerde stemapparaten, waarop via een draaiknop de gewenste frequentie kon worden ingesteld. Met de vlucht die elektronische circuits namen verschenen al snel daarna de digitale tuners, die werken op basis van een kwarts-oscillator. Stemapparaten hebben soms tegenwoordig ook aansluitmogelijkheden waarop rechtstreeks elektrische of elektronische instrumenten kunnen worden aangesloten. Voor gitaren bestaan sinds enige jaren ook stemapparaten met een motortje, die uit zichzelf de gitaarsnaren op de juiste toonhoogte stemmen. Ook zijn er stemapparaten die via een voetpedaaltje bediend kunnen worden.